# Modern Language Association
Pour les articles homonymes, voir MLA.
La Modern Language Association of America, souvent appelée Modern Language Association (MLA), est la principale association professionnelle aux États-Unis pour les spécialistes de la langue et de la littérature. La MLA vise à « renforcer l'étude et l'enseignement de la langue et de la littérature ». 

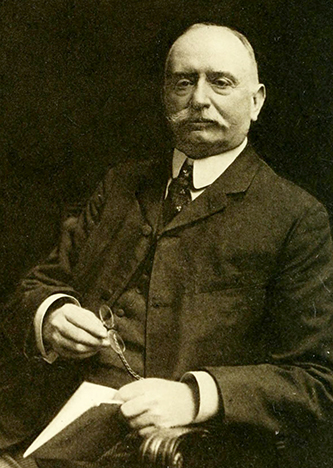
Aaron Marshall Elliott, fondateur de la Modern Language Association.

L'organisation comprend plus de 25 000 membres dans 100 pays, principalement des universitaires, des enseignants et des étudiants qui étudient ou enseignent la langue et la littérature anglaises, d'autres langues modernes et la littérature comparée. Bien que fondée aux États-Unis, avec des bureaux à New York, la composition, les préoccupations, la réputation et l'influence de la MLA ont une portée internationale.   